# Prata (Minas Gerais)
Prata is een gemeente in de Braziliaanse deelstaat Minas Gerais. De gemeente telt 26.857 inwoners (schatting 2009).

## Aangrenzende gemeenten
De gemeente grenst aan Campina Verde, Campo Florido, Comendador Gomes, Ituiutaba, Monte Alegre de Minas, Uberlândia en Verissímo.

## Verkeer en vervoer
De plaats ligt aan de wegen BR-153, BR-464 en BR-497.

## Geboren
- Jean Carlos Silva Rocha (1996), voetballer